# Самолётный радиолокационный ответчик

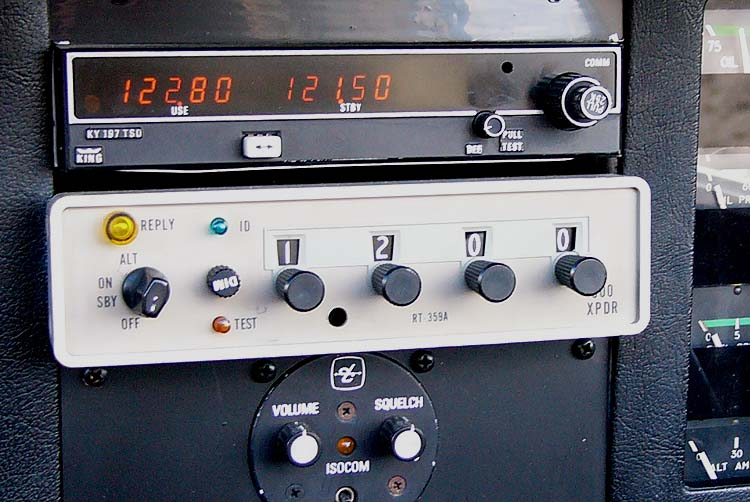
Ответчик Cessna ARC-RT-359A

Самолётный радиолокационный ответчик (СО) — бортовое приёмопередающее устройство летательного аппарата, предназначенное для автоматической выдачи информационных посылок по запросному сигналу РЛС.
Самолётные ответчики служат для государственного опознавания и управления воздушным движением, существуют также комбинированные ответчики (третьего вида). Являясь активными отражателями сигналов РЛС, ответчики также повышают точность локализации ЛА наземными локаторами, по сравнению с использованием пассивного ответа.
Первый серийный радиоответчик в СССР — «СЧ-1» — производился с 1943 года.

## Ответчики УВД
Ответчики управления воздушным движением (УВД) предназначены для автоматической передачи авиадиспетчеру информации, необходимой для управления движением летательного аппарата (ЛА). Ответчики передают сигналы ответа на запросные сигналы, излучаемые вторичными радиолокаторами (или встроенными вторичными каналами обзорных радиолокаторов) и составляют вместе с последними систему вторичной радиолокации.
Они отвечают на запрос вторичного локатора диспетчерской службы четырёхзначным кодом. Этот код (squawk code) предварительно выдается диспетчером и выставляется пилотом судна на панели управления ответчиком (если диспетчер не выдал пилоту код, то в этом случае выставляется стандартный: 7000 — код полета по Европе и 1200 — код полета по Америке). Диспетчер на мониторе локатора видит отметку о положении воздушного судна вместе с кодом.
Существует несколько специальных кодов (squawk code).
| 7700 | Авария или другая нештатная ситуация на борту |
| 7600 | Потеря связи                                  |
| 7500 | Захват самолета                               |

После получения от ЛА одного из специальных кодов в диспетчерской службе автоматически включается система оповещения, информация о ЛА отображается на радаре особым образом для привлечения внимания диспетчера.
Различают три типа ответчиков:
- ответчики типа I предназначены для работы с запросными кодами ЗК1-ЗК4 (то есть с кодом УВД стран СНГ);
- ответчики типа II реагируют на запросные коды, принятые ICAO;
- ответчики типа III могут использовать как код УВД, так и международный код, и имеют два основных режима работы: «УВД» и «RBS».

В некоторых ответчиках предусмотрен также режим работы с вторичными посадочными радиолокаторами.
Ответчик режима А — ответчик, способный выдавать только четырёхзначный код. Существенным недостатком таких ответчиков считается отсутствие информации о высоте полёта воздушного судна.
Ответчик режима С был разработан для устранения недостатка ответчика режима A и передаёт следующие данные:
- четырёхзначный код;
- барометрическую высоту по стандартному давлению без коррекции.

Ответчик режима А+С, иногда называемые RBS, в США является обязательным при полётах выше 10 000 футов (3 км) и в пределах 30 миль вокруг больших аэропортов.
Ответчик режима S решает проблему зашумлённости эфира — передаёт данные только в том случае, если эфир свободен. Проблема актуальна при наличии большого количества ЛА, например, в зоне аэропорта.
Эти ответчики дополнительно передают в эфир:
- бортовой номер;
- позывной;
- заводской номер ответчика;
- высоту полёта ВС;
- скорость;
- GPS-координаты.

Ответчики режима S в зависимости от набора передаваемых параметров делят на:
- ELS (ELementary Surveillance);
- EHS (EnHanced Surveillance).

В Европе ELS является обязательным для всех ЛА, а EHS требуется при полётах в верхнем воздушном пространстве и для тяжёлых самолётов.
Следующим поколением развития ответчиков является поддержка режима ADS-B out (-in) (Aircraft Dependant Position System-Broadcast out (-in)), предусматривающая функциональное расширение последовательности параметров, передаваемых посредством транспондера. При этом передаются координаты самолета и высота полета, вычисленные посредством бортовой системы GPS, а также маркеры точности вычисления данных координат, зависящие от количества спутников GPS, находящихся в зоне уверенного приема.
По последней спецификации данной системы (DO-260B) в передаваемую посылку добавлены также геометрические размеры самолета для предупреждения столкновения воздушных судов при перемещении самолета к пассажирскому терминалу посредством системы TCAS. Поддержка спецификации DO-260B является обязательным требованием EUCONTROL и FAA с начала 2020 года.
Наличие поддержки ADS-B (-in) позволяет получить более полную картину воздушной обстановки в кабине самолета. Данная опция не является требованием авиационных регулирующих агентств.
TCAS (traffic collision avoidance system, БСПС — бортовая система предотвращения столкновений) — устройство, состоящее из радиолокатора и ответчика. TCAS выводит на экран бортового радиолокатора воздушного судна информацию об окружающих его бортах, оснащённых ответчиками. Одной из функций устройства является предупреждение пилота об опасном сближении с другими бортами и выдача команды об изменении траектории движения для уклонения от столкновения. Для работы этой функции на других бортах должен быть установлен ответчик как минимум режима C (требуется информация о высоте полёта).
В российском коде УВД передаются следующие данные:
- бортовой номер ЛА;
- высота полёта (барометрическая);
- вектор путевой скорости;
- код ICAO (содержит информацию о номере рейса и высоте полёта).

Также могут передаваться сообщения об аварии и других экстренных ситуациях.
Технические характеристики:
- частоты приёма режимов А, С и S: 1030 МГц
- частоты передачи режимов А, С и S: 1090 МГц;
- частоты приёма УВД: 837,5 МГц; 1030 МГц;
- частоты передачи УВД: 730 МГц; 740 МГц.

## Ответчики госопознавания
Бортовой ответчик государственного опознавания предназначен для определения государственной принадлежности оснащенных им летательных аппаратов воздушными, морскими и наземными радиолокационными запросчиками системы опознавания. Принцип опознавания состоит в том, что на запрос запросчика ответчик должен выдать один из кодов, имеющихся у него в фиксированном наборе, действующие коды время от времени меняются, и экипаж в нужное время устанавливает нужный код. При необходимости, вместе с сигналом опознавания ответчик может выдавать сигнал бедствия. Структура сигналов и несущая частота зависят от применяемой системы опознавания. В рассекреченной советской системе Кремний-2 использовались частотные коды. Ответный сигнал представлял собой радиоимпульсы с несущей частотой 668 МГц, промодулированные видеоимпульсами в виде гребёнки, частота гребёнки менялась в зависимости от номера кода и составляла единицы мегагерц. В современных системах используется цифровое кодирование, несущие частоты находятся в дециметровом диапазоне, точные их значения в открытых источниках не приводятся.

### Уничтожение ответчика
Аппаратура государственного опознавания является секретным изделием, и специалисты, работающие с ней, имеют соответствующий допуск к гостайне. Попадание рабочего ответчика к вероятному или потенциальному противнику создаёт большую проблему. Так, например, угон 6 сентября 1976 года самолёта МиГ-25 в Японию послужил толчком к экстренной замене системы «Кремний» на новую систему «Пароль». Замена системы опознавания является достаточно трудоёмким и дорогостоящим производственным процессом, а в масштабах всей страны это мероприятие растянулось на десятилетие. В связи с распадом СССР гражданские самолёты были переоборудованы лишь частично.
На летательных аппаратах обычно предусмотрено автоматическое либо принудительное физическое уничтожение блока с информацией методом подрыва пиропатроном. Принудительный подрыв включается лётчиком или членом экипажа. Автоматический подрыв срабатывает от инерционного датчика при падении (ударе) ЛА или от концевого выключателя при выстреле катапультного кресла.
На относительно современной аппаратуре нет системы подрыва, а информация — стирается.

## Системы опознавания
- Кремний-2 — оригинальная советская система опознавания, разработанная в 50-х годах, которая до сих пор находится на вооружении многих государств мира
- 60 (Пароль) — имитостойкая система, разработана в 1977 году Казанским НИИ радиоэлектроники. В настоящее время находится на вооружении в Российской Федерации.
- 60Р — экспортный вариант системы Пароль
- 40Р — модернизация системы 60Р, имеет улучшенные характеристики
- 40Д — работает в режимах системы Mk-XA (Mk XII), применяемой странами НАТО, и международной системы управления воздушным движением ICAO ATC RBC
- Mark XA (Mk XA) — система стран НАТО
- Mark XII (Mk XII) — система стран НАТО

## Примеры ответчиков
| Российские ответчики | Российские ответчики                               | Иностранные ответчики | Иностранные ответчики              |
| Модель               | Выполняемая функция                                | Модель                | Выполняемая функция                |
| 4205Д-1              | УВД (ICAO), опознавание («40Д»), сопряжение с БСПС | AN/APX-100(V)         | опознавание («Mk XII»)             |
| 6201Р                | ответчик системы опознавания («60Р»)               | AN/APX-110            | опознавание                        |
| 6202Р                | ответчик системы опознавания («60Р»)               | APX-119               | УВД (ICAO), опознавание («Mk XII») |
| 623-3ДР              | запросчик системы опознавания («40Р»)              | AT 165                | УВД (ICAO)                         |
| ОСА-С                | УВД (СНГ, ICAO), сопряжение с БСПС                 | KT-70                 | УВД (ICAO)                         |
| СО-72М-70            | УВД (СНГ, ICAO), опознавание                       | KT-73                 | УВД (ICAO)                         |
| СО-94Р               | УВД (СНГ), опознавание                             | M424                  | опознавание («Mk XA»)              |
| СО-96                | УВД (СНГ, ICAO)                                    | RT-1832/APX           | опознавание («Мк XII»)             |
| СРО-2                | опознавание («Кремний»)                            | XS-950SI              | опознавание                        |

## Нормативно-техническая документация
- ГОСТ 21800-89 Системы вторичной радиолокации для управления воздушным движением. Общие технические требования
- ГОСТ 25620-83 Системы вторичной радиолокации для управления воздушным движением. Методы измерений основных параметров
- STANAG 4193 Technical Characteristics of IFF Mk XA and Mk XII Interrogators and Transponders (стандарт NATO)
- ICAO Annex 10 Volume 4 Surveillance Radar and Collision Avoidance System
- ARINC 718 ATC Transponder